# Maćko z Bogdańca

Herb Tępa Podkowa

Maćko z Bogdańca – fikcyjna postać z powieści Krzyżacy H. Sienkiewicza; rycerz, stryj i opiekun Zbyszka, marzący o odbudowie rodowej posiadłości w Bogdańcu. 
Walczył pod Grunwaldem ze Zbyszkiem u boku. Zabił tam Kunona von Liechtensteina, który wcześniej o mało nie doprowadził do śmierci Zbyszka. Był silny, barczysty, wytrzymały. Pragnął zawsze, aby Zbyszko poślubił Jagienkę, gdyż podziwiał jej urodę, gospodarność i dobre serce.
Człek był brodaty, w sile wieku, pleczysty, prawie ogromny, ale wychudły; włosy nosił ujęte w pątlik, czyli w siatkę naszywaną paciorkami; na sobie miał skórzany kubrak z pręgami wyciśniętymi przez pancerz, na nim pas, cały z miedzianych klamr; za pasem nóż w rogowej pochwie, przy boku zaś krótki kord podróżny.
Maćko z Bogdańca pieczętował się herbem Tępa Podkowa, a zawołanie rodowe brzmiało „Grady”.
W filmie Krzyżacy z 1960 roku rolę Maćka z Bogdańca zagrał Aleksander Fogiel.